# Фахр-ад-дин II
Фахр-ад-Дин II (6 августа 1572 — 13 апреля 1635) — ливанский друзский феодал, эмир Ливана из династии Маанидов, правивший в 1584/1590/1593—1633/1635 годы. При нём власть Маанов распространялась на весь Ливан, а также прилегающие к нему районы Сирии и северной Палестины. Его правление стало временем экономического процветания.

## Биография

### Происхождение и первое правление
Родился в 1572 году. Сын Коркмаза и внук Фахр-ад-Дина I (ум. 1544).
В 1584 году севернее Тарблюса был разграблен караван, доставлявший дань из Египта в Стамбул. В грабеже обвинили друзов. По приказу из столицы египетский паша занял Горный Ливан и при помощи враждебной Маанидам знати (эмиры Джемаль эд-Дина, род Танух — принадлежавшие к партии йемени (йеменитов)) наложил на регион большую контрибуцию. В результате партия кайситов (кейсиев), к которой принадлежали Мааниды, потерпела поражение, а Коркмаз погиб. Энциклопедия «Британика» и К. В. Рыжов датировали эту смерть 1585 годом. Большая советская энциклопедия вела отчёт правления Фахр-ад-Дина (а значит и смерть его отца) с 1584 года, но допускала 1590 год. 1590 год как начало правления Фахр-ад-дина II называет большинство исследователей. Британика указывает 1593 год. Эти разночтения объясняются тем, что с 1585 по 1591 годы в Ливане шла борьба между друзскими партиями кайситов и йеменитов. В ней победили кайситы во главе с Фахр-ад-Дином II
После смерти отца воспитывался матерью в Кесруане в общине маронитов.
В 1590 году Фахр-ад-Дин II управлял наследственным владением рода Маанов — областью Шуф (автономной частью Османской империи) (южный Ливан между Бейрутом и Сайдой). Одержав в 1591 году победу над противниками, он, невзирая на свою принадлежность к друзам, решил примирить и объединить друзов и маронитов. Этому благоприятствовало правление Юсуфа Сайфы, тиранившего (по словам Британики) своих подданных. В результате семилетней войны 1600—1607 годов за северный Ливан (в которую то на одной, то на другой стороне вмешивались Османы) Фахр-ад-Дин II победил Юсуфа Сайфу, и его господство над регионом вынуждены были признать и в Стамбуле.
Фахр-ад-Дин II, пользуясь тем, что Османская империя вовлечена в войны против Персии и в Венгрии, а значительные территории охвачены восстаниями значительно расширил свои владения. За первые два десятилетия своего правления (конец XVI — начало XVII века) ему удалось подчинить своей власти территорию от реки Нахр эль-Кельб до горы Кармель, присоединив к своим владениям Северную Палестину, а также города Сидон (Сайда) и Бейрут.
Летом 1607 года был союзником аллепского бейлебея Джамбулат-оглу Али бея. Против них был направлен Куюджу Мурат-паша. Куюджу Мурат-паша разбил Джамбулат-оглу Али бея, а с Фахр-ад-Дином II решил дело миром.
Автор «Все войны мировой истории по Харперской энциклопедии военной истории» писал, что восстание курдов во главе с Джамбулат-оглу Али беем и друзов во главе с происходило Фахр-ад-дином II происходило в 1603—1609 годы. По словам автора Джамбулат-оглу Али бей когда был разбит укрылся во владениях Фахр-ад-дина. В свою очередь отбил все попытки османской армии разбить его. Фахр-ад-дином II выплатил дань и заключил перемирие с турками
Фахр-ад-дин II не был уверен в том, что Стамбул всегда будет его поддерживать и готовился к войне с турками. Фахр-ад-дин II создал регулярную 40-тысячную армию и укрепил крепости на границах своих владений. Зависимость Ливана от Османской империи в те годы выражалась лишь в уплате символической дани.

### Фахр-ад-дин II и европейские страны
Ещё до Фахр-ад-дина II произошло сближение маронитов с Ватиканом. В середине XVI века в Ливане были открыты иезуитские школы. С 1584 году ливанские юноши могли учится в Риме, а чуть позже и Париже. Фахр-ад-дин II продолжил контакты с Европой. В 1585 году из Великобритании в монастырь святого Антония в Ливане был привезён первый типографский станок с наборным шрифтом (оснащенный сирийскими, а не арабскими литерами) ставший первой типографией на арабском Востоке
В 1608 году Фахр-ад-дин II заключил с великим герцогом Тосканским Фердинандом I договор о торговле, который, как полагают историки, имел тайные политические статьи, направленные против Османской империи. Кроме Тосканы Фахр-ад-дин II вступил в отношения с Испанией и папским двором
Самостоятельная политика и дипломатическая активность Фахр-ад-дина II обеспокоила турецкое правительство, и летом 1613 года правитель Дамасского эйялета Ахмед Хафиз-паша и ещё 14 пашей по приказу султана выступили во главе 50-тысячного войска против ливанского эмира. Население страны выступило против, но потерпело поражение. К берегам Ливана был выслан военный флот
Автор «Все войны мировой истории…» писал, что это «друзское восстание» происходило в 1610—1613 годы. Оно было начато после того как Фахр-ад-дин II вступил в «сговор» с папой римским, императором Священной Римской империи, правителями Испании и Тосканы, обещая им помочь отвоевать «Святую землю». По словам автора Фахр-ад-дин II взял Баальбек и даже угрожал Дамаску. Лишь комбинированое сухопутно-морское вторжение привело к разгрому эмира
13 сентября 1613 года Фахр-ад-Дин покинул Ливан и эмигрировал в Италию, оставив во главе своих владений брата — Юниса. По словам Базили Юнес «для смягчения пашей отправил к ним собственную мать с богатыми дарами и полумиллионом пиастров» Юнусу удалось склонить на свою сторону брата Хфиза-паши — Али, правившего Антиливаном и им даже удалось нанести ряд поражений туркам, но затем османское войско разорило владение Маанов Дейр-эль-Каман и владение их союзников Шихабов — Хасбею
После ухода турок в Ливане вновь разгорелась война партий кейси и исмени. Кейси во главе с Маанидами выступали против турецкого господства, исмени во главе с эмирами из рода Алали-эд-Дина выступали за союз с турками. После года этой междоусобицы Юнус передал власть сыну Фахр-ад-дина II Али-бегу.
Фахр-ад-дин II путешествуя по Европе пытался создать антитурецкую коалицию. В неё эмир пытался включить Францию, Флоренцию, папу римского, Мальтийский орден. Базили писал, что во время этих переговоров бытовала легенда (не поддерживаема, но и не опровергаемая эмиром), что друзы (фр. Druzes) потомки крестоносцев и самое имя друзов якобы проихит от какого-то графа Dreux (Дрё). Но Фахр-ад-дину II противодействовала турецкая дипломатия и коалиция не состоялась. За время пребывания в Европе Фахр-ад-дин II выучил итальянский язык

### Второе правление Фахр-ад-дина II
В 1618 году на турецкий престол взошёл Осман II и политическая ситуация в Оттоманской империи отчасти изменилась. Фахр-ад-дин II получил амнистию и смог вернуться в Ливан. После возвращения заключил мир со своим противником Юсуфом Сайфой и скрепив его брачным союзом
Период с 1618 по 1632 год считается расцветом его княжества. На тот момент оно включало:
- горный округ Кесруан, находился в управлении ливанского эмира, но имел автономию. В нём проживали марониты управляемые шейхами из родов Хазен и Хебейш (у Базили Хбейш)[30]
- округ Метен, находился в управлении ливанского эмира, но имел автономию. В нём жили православные арабы и друзы, управляемые друзким родом шейхов Абу Лама[30]
- Шуф (Южный Ливан между Сайдой и Бейрутом) составлял домен эмира, но в отдельных его округах были местные правители[30]
- племя мутуалиев проживавшее около Сура и Сайды[30]
- разные племена: в верховьях реки Иордан, за рекой Иордан, у горы Аджлун и в Хауране[30]
- округа в северной части Ливана управляемые эмирами Сиффа[30]
- жителей Антиливана управляемых братьями Хасбеем и Рашеем Шихабами[31]

Фахр-ад-дин II поддерживал хорошие отношения с ансариями, с друзами Халебских гор, племенами Набулуса и Иудейских гор, с кочевниками пустыни. В 1623/1624 году дамасский паша выступил против Фахр ад-Дина вместе с эмирами Харфуша и Сиффа (которых он уговорил присоединится к себе). Но дамаский паша потерпел сокрушительное поражение и попал в плен. Фахр-ад-дин II оказал почести пленнику и заключил с ним выгодный мир. В 1624 году султан признал «эмиром Арабистана»
Фахр-ад-дин поощрял развитие торговли, сельского хозяйства, расширение внешнеполитических связей. Благодаря привлечению европейских архитекторов и инженеров он строил башни, замки, украсил свою столицу Бейрут, для развития торговли укрепил порт для защиты от мальтийских галер и содержал небольшую флотилию. Построил дворец (от которого к XIX веку остались лишь развалины) с садами, банями и зверинцем. В Европе закупил лучшие породы скота. Посадил вв Бейруте еловый лес, защищавший город от песков. Покровительствовал шелководству, пытался развивать технику обработки земли в эмирате. Годовой доход Фахр-ад-дина II оценивался в 900 тысяч золотых фунтов.
Такая политика сопровождаемая религиозной терпимостью, а также самостоятельными контактами вызвала опасения как в Стамбуле, так и у местной знати. Они видели в этом стремление создать сильное независимое от Оттоманской Порты государство, в котором знати придётся нелегко.
Паши Дамаска, Триполи и Газы и ряд иных эмиров обвинили Фахр-ад-Дина II в том, что он в ущерб мусульманам оказывал поддержку христианам. Султан Мурад IV направил против Ливана войско «визиря» через Халеб в Сирию. А османский флот прибыл к берегам Ливана.
В ходе войны часть вассалов Фахр ад-Дина перешли на сторону турок. Его сын Али одержал ряд побед, но погиб в сражении. Количество наёмников на службе у Фахр-ад-Дина было невелико, а крестьяне, призванные в армию, не желали надолго покидать родные места. Фахр-ад-дин II был вынужден скрываться в ливанских горах, но и это убежище пришлось покинуть из-за голода.
По одной версии в 1633/1634/феврале 1635 году Фахр ад-Дин вместе с семьёй был схвачен Ахмед Кючук-пашой и вывезен в Стамбул.
Турки правителем Ливана поставили эмира Али Алам-ад-Дина из партии иемени, но после ухода турецких войск он оказался смещен племянником Фахр-ад-Дина Мельхемом (Мульхимом)
Сайт Kadmouslebnen писал, что в Стамбуле первоначально Фахр ад-Дина жил под домашним арестом, но вскоре турки узнали о ливанском восстании и решили его казнить. Базили писал что вместе с эмиром были казнены и все его сыновья, кроме малолетнего Хусейна. К Рыжов писал, что из пяти сыновей Фахр-ад-дина II один погиб в сражении, трое были казнены с отцом, и один служил турецким послом в Индии. Способ казни Фахр-ад-дина II и его сыновей тоже не ясен: одни утверждали, что эмира и близких задушили, другие — что обезглавили
Казнь датируют 13 апреля 1632 года.
По другой версии он погиб в боях.

### Оценки Фахр-ад-дина II и его правления
Фахр-ад-дин создал фактически автономное Друзское государство. К. М. Базили так писал о его правлении:

«Это самая блистательная эпоха друзов. Вся страна — от северных [отраслей] Ливана, от высот Джиббет-Бшарра и Аккара, от верховьев Оронта по берегу моря до Кармеля, с плодоносной долиной Баальбека, с приморскими городами Батруном (Вотрисом у древних греков), Джубейлем (древним Библосом), Бейрутом, Сайдой и Суром (Виритом, Сидоном и Тиром), Аккой (Сен-Жан д’Акр, древняя Птолемаида), а на восток — до верховьев Иордана, до Сафеда и Тиверии (Тивериады) — вся эта богатая и живописная страна, с воинственными своими племенами, признавала его власть. Эмиры антиливанские искали его покровительства; турецкие паши его боялись и оставляли в покое».

В советской историографии Фахр-ад-дину II давалась в целом положительная характеристика. Большая советская энциклопедия писала, что он боролся с феодальной раздробленностью. Фахр-ад-дина II называли покровителем ремесел и торговли. Отмечалось, что при нём произошёл экономический подъём в Сайде и Бейруте
В Пальмире (Сирия) находится[уточнить] хорошо сохранившийся замок Фахр-ад-дина (англ.), который служит местом религиозного паломничества друзов со всего мира.
Портреты Фахр-ад-дина являются одним из символов друзов, например, они часто встречаются на транспортных средствах на месте, где у христиан находится иконка, а у мусульман — цитата из Корана.
Фахр-ад-дин II является достаточно популярной фигурой в Ливане. Азиз аль-Ахдаб утверждал, что о религии эмира спорили разные историки. Каждый из которых утверждал: что Фахр-ад-дин II был мусульманином-суннитом, или маронитом, или друзом, или иудеем. В качестве доказательств того что он был мусульманин-суннит приводили то, что он строил мечети, имел несколько жен и постился в рамадан. Стивен Дуайхи в истории маронитов утверждал, что он носил маронитскую одежду и оказывал им покровительство. Друзы утверждали, что Фахр-ад-дин II был друзом, так как его родители были друзами. Евреи также пользовались религиозными свободами в государстве. На основании этого Азиз аль-Ахдаб утверждал, что Фахр-ад-дин II уважал разные религии и разрешил каждому жителю придерживаться своей веры.